# Aleš Pagon
Aleš Pagon, slovenski kolesar, * 29. november 1966.
Pagon je nekdanji kolesar, ki je tekmoval za ekipo Sava Kranj. Leta 1991 je zmagal na dirkah Jadranska magistrala in Velika nagrada Kranja. Osvojil je naslova državnega podprvaka na jugoslovanskem državnem prvenstvu v cestni dirki leta 1987 in slovenskem državnem prvenstvu v cestni dirki leta 1991. Leta 1997 je prejel trimesečno prepoved tekmovanja zaradi dopinga, pozitiven je bil na efedrin.